# Face 2 fAKE
Face 2 fAKE 是一个由 Achilles Damigos 和 Oh!Be 组成的日本音乐制作二人组。自1990年代中期以来，他们作为知名的作词作曲家和制作人活跃于日本主流J-Pop音乐界，并创作了多首排行榜热门歌曲。此外，他们也以在全国性选秀节目中担任毒舌评审而为人熟知。
进入2000年代初期后，二人逐渐将重心转向影视配乐领域，从电视剧音乐创作起步，最终发展为日本电影与电视配乐的重要代表之一。其代表作品包括《鲁邦的女儿》、《工作细胞》以及《飞翔吧！琦玉：来自琵琶湖的爱》等电影与剧集原声音乐。他们的音乐风格融合了电影级的管弦编曲与流行、电音、节奏感强烈的元素。

## 历史
Face 2 fAKE 由 Achilles Damigos 与 Oh!Be 于1994年共同创立，被认为是日本首个专职音乐制作人组合。. ステラnet. NHK服务中心. 2023-04-03  [2025-05-19] （Japanese）.
他们的职业活动正式开始于1995年，并在1996年至1997年间，通过为SMAP与高桥里奈等艺人制作单曲，取得了初期的商业成功，迅速在J-Pop产业中确立了崭露头角的地位。
尽管他们当时已活跃于唱片制作领域，但后来也逐渐将创作范围拓展至影视配乐。他们首次参与视觉媒体配乐的作品，是2000年播出的动画系列《真・女神转生 DEVIL CHILDREN》。
他们在1990年代末至2000年代初期的成功继续延续，为多位著名J-Pop歌手提供音乐。2001年，他们为富士电视台剧集《突然结婚》（日语：できちゃった結婚）创作了由EXILE演唱的插曲《Your Eyes Only》，该曲成为EXILE商业突破的关键之作。
在2000年代至2010年代期间，Face 2 fAKE 为众多电视剧与电影创作音乐，包括《Gallery Fake》（2005年）、《鲁邦的女儿》（2019年、2020年）以及其2021年的电影版。2022年，他们担任NHK剧集《编舟记：我来做辞典》的配乐，该剧改编自获奖小说。
2019年，他们为电影《飞翔吧！琦玉》创作配乐，该片票房超过37亿日元（约2500万美元），并于2020年获得第43届日本电影学院奖的优秀音乐奖。2023年，他们继续负责其续集《飞翔吧！琦玉：来自琵琶湖的爱》的配乐。2024年，他们为华纳兄弟日本出品的真人电影《工作细胞！》担任作曲，该片票房突破63亿日元（约4000万美元）， 并使他们于2025年再次获得该奖项。

### 成员
- Achilles Damigos —— 作曲家、编曲家、制作人。出生于雅典，父亲具有希腊与意大利血统，母亲为日本人。他曾就读于东京尚美学园大学，主修当代音乐作曲。以其富有表现力的管弦编曲、指挥技巧，以及融合古典、爵士与电子音乐的跨界作品而闻名。

- Oh!Be（本名：大羽义光）—— 作曲家、编曲家、制作人。出生于东京。其音乐根基包括香颂（法国香歌）与宗教音乐，少年时期便开始创作，并曾师从著名作曲家筒美京平。他也因在广告配乐与动画音乐方面的作品而广为人知。

### 音乐风格
Face 2 fAKE 的音乐融合了电影感十足的管弦编曲、律动感强的流行元素与电子音景。他们的作品以富有情感的旋律、复杂的编曲结构以及融合原声乐器与数字制作的混合音响设计而著称。
其音乐风格常被形容为旋律化、交响化且富有戏剧张力，并且往往根据所配影视作品的节奏与氛围进行调整与定制。

### 主要作品

#### 动画
| 标题                        | 年份   | 备注             |
| --------------------------- | ------ | ---------------- |
| 真・女神转生 DEVIL CHILDREN | 2000年 | 片头曲制作       |
| Gallery Fake                | 2005年 | 于东京电视台播出 |

#### 电视剧
| 标题                                                  | 年份   | 播出频道   |
| ----------------------------------------------------- | ------ | ---------- |
| 突然结婚（できちゃった結婚）                          | 2001年 | 富士电视台 |
| 电车男（Train Man）                                   | 2005年 | 富士电视台 |
| 佛教学园 Bussen                                       | 2013年 | TBS电视台  |
| 编舟记：我来做辞典                                    | 2022年 | NHK        |
| 桶狭间：织田信长的崛起（桶狭間〜織田信長 覚醒の時〜） | 2021年 | 富士电视台 |
| 历史侦探（ヒストリア探偵）                            | 2021年 | NHK        |

#### 电影
| 标题                         | 年份   | 发行方       |
| ---------------------------- | ------ | ------------ |
| 上岛珍：彼岸                 | 2014年 | Pony Canyon  |
| 牵手回家：超越香格里拉       | 2016年 | KATSUDO      |
| 飞翔吧！琦玉                 | 2019年 | 东映         |
| 鲁邦的女儿：电影版           | 2021年 | 东映         |
| 飞翔吧！琦玉：来自琵琶湖的爱 | 2023年 | 东映         |
| 如果德川家康是总理大臣？     | 2024年 | 东宝         |
| 工作细胞！                   | 2024年 | 华纳兄弟日本 |

### 精选音乐作品集
| 年份   | 标题                         | 类型         | 备注             |
| ------ | ---------------------------- | ------------ | ---------------- |
| 2000年 | 真・女神转生 DEVIL CHILDREN  | 动画原声带   | 首部配乐作品     |
| 2005年 | Gallery Fake                 | 动画原声带   | 于东京电视台播出 |
| 2019年 | 飞翔吧！琦玉                 | 电影原声带   | 东映发行         |
| 2019年 | 鲁邦的女儿                   | 电视剧原声带 | 富士电视台       |
| 2021年 | 鲁邦的女儿：电影版           | 电影原声带   | 东映发行         |
| 2022年 | 编舟记：我来做辞典           | 电视剧原声带 | NHK制作          |
| 2023年 | 飞翔吧！琦玉：来自琵琶湖的爱 | 电影原声带   | 东映发行         |
| 2024年 | 工作细胞！                   | 电影原声带   | 华纳兄弟日本发行 |

#### 精选合作艺人作品
| 年份   | 艺人                       | 曲名                                         | 职责       | 唱片公司             |
| ------ | -------------------------- | -------------------------------------------- | ---------- | -------------------- |
| 1997年 | SMAP                       | Fool On The Hill                             | 作曲       | Victor Entertainment |
| 1997年 | SMAP                       | Peace!                                       | 作曲       | Victor Entertainment |
| 1998年 | KinKi Kids                 | Border Line                                  | 作曲、编曲 | J Entertainment      |
| 2000年 | SMAP                       | Let It Be                                    | 作曲、编曲 | Victor Entertainment |
| 2000年 | KinKi Kids                 | We'll Figure It Out                          | 作曲、编曲 | J Entertainment      |
| 2000年 | KinKi Kids                 | LOVE SICK                                    | 作曲、编曲 | J Entertainment      |
| 2000年 | V6                         | MY DAYS                                      | 作曲、编曲 | avex trax            |
| 2001年 | EXILE                      | Your Eyes Only                               | 作曲、编曲 | rhythm zone          |
| 2001年 | Skoop On Somebody          | Sha la la                                    | 作曲、编曲 | SME Records          |
| 2002年 | Skoop On Somebody          | a tomorrow song                              | 作曲、编曲 | SME Records          |
| 2002年 | 岛谷瞳（Hitomi Shimatani） | 寻找温柔之吻（Come trovare un bacio tenero） | 作曲       | avex trax            |
| 2003年 | 岚（Arashi）               | 15th Moon                                    | 作曲、编曲 | J Storm              |
| 2003年 | BoA                        | Searching for Truth                          | 作曲、编曲 | avex trax            |
| 2004年 | BoA                        | LOVE & HONESTY                               | 作曲、编曲 | avex trax            |
| 2006年 | Foxxi misQ                 | Tha F.Q's Style feat. JiN                    | 作曲、编曲 | R&C                  |
| 2007年 | Foxxi misQ                 | ULTIMATE GIRLS                               | 作曲、编曲 | R&C                  |
| 2008年 | Foxxi misQ                 | LAST CHRISTMAS                               | 编曲       | R&C                  |
| 2009年 | 超新星（SUPERNOVA）        | Hikari                                       | 作曲、编曲 | Universal J          |
| 2019年 | Foxxi misQ                 | GOOD RULE                                    | 作曲、编曲 | R&C                  |
| 2020年 | TEAM SHACHI                | JIBUNGOTO                                    | 作曲、编曲 | Warner Music Japan   |
| 2025年 | Da-iCE                     | FUNTASISTA                                   | 作曲、编曲 | avex trax            |

以及其他多项合作作品
此外，二人也为多部动画和综艺节目编曲，并为众多视听作品提供主题曲与配乐。

#### 舞台与广告音乐
- 为吉本兴业（Yoshimoto Kogyo Co., Ltd.）的舞台剧创作音乐，包括《LIVE STAND 2022》的开场主题曲。
- 为多家品牌创作广告配乐，包括 NTT、麦当劳日本（McDonald's Japan）、Victor、全日空（ANA）、朝日（Asahi）、资生堂（Shiseido）等。

### 奖项记录
- 2020年 —— 凭借电影《飞翔吧！琦玉》，荣获第43届日本电影学院奖「最佳音乐奖」[9]
- 2025年 —— 凭借电影《工作细胞！》，荣获第48届日本电影学院奖「最佳音乐奖」[10]